# خلیفه کیخسرو امامی
خلیفه کیخسرو امامی شاعری و عارف کرد از طایفهٔ امامی از ایل جاف بوده‌است که به گویش کردی هورامی شعر سروده‌است. او که هم‌دوران با مولوی کرد زیسته‌است و با او دوست بوده و به مشاعره نامه به نامه با او پرداخته‌است. خلیفه کیخسرو سه سال پس از درگذشت مولوی کرد، در سال ۱۲۶۵ خورشیدی (۱۳۰۳ قمری) در مناطق گرمسیری طایفه امامی با افتادن در رود لیله و سیروان درگذشته است.

## زندگی
خلیفه کیخسرو امامی شاعری کرد از طایفه امامی است که تاریخ تولد او به درستی معلوم نیست، از سوی شیخ عبدالرحمان طالبانی، پدر شاعر کرد شیخ رضا طالبانی، طریقت خود را فراگرفته است و در مناطق گرمسیری طایفه امامی می‌زیسته‌است.
خلیفه کیخسرو از اهالی طایفه امامی و مولوی کرد از اهالی طایفه تاوگوزی بوده‌اند و این دو طایفه هر دو در اطراف رودهای لیله، سیروان و زمکان زیسته‌اند، خلیفه و مولوی نیز با هم دوست، فامیل و همسایه بوده‌اند و آن‌ها در یک دوران زیسته‌اند و نیز با هم از طریق فرستادن نامه مشاعره داشته‌اند.
شعر زیر که در دههٔ ۱۹۶۰ از سوی ملاسعید زمناکویی در روزنامهٔ «ژین» کاکهٔ فلاح به چاپ رسیده‌است، پاسخی از سوی مولوی کرد بر نامه‌ای از خلیفه کیخسرو امامی می‌باشد:
| خاڵۆی سه‌رده‌فته‌ر، نازک خه‌یاڵات     |  | دیباچهٔ کتاو، ساحیب که‌ماڵات    |
| سه‌واد نامهٔ سورمه‌سات یاوا          |  | دڵ وه مێڵ مهٔ وه دیده ساوا     |
| بیناییم وه چه‌م باز ئاوه‌رده‌وه      |  | مه‌رده‌بیم دیسان ئیحیام که‌رده‌وه‌ |
| ته‌ن زه‌لیل، دڵ دیل، به‌ده‌ن عه‌لیله‌ن  |  | چه‌مه‌ڕای ڕاگهٔ ڕای ئیزرائیله‌ن   |
| ڕا تاریک و دوور، مه‌نزڵ خار و سه‌نگ |  | بێ تۆشه و چرا بێ ڕه‌فیق دڵته‌نگ |
| مه‌ر وه بۆی نه‌فه‌س خاڵۆی گیانیوه    |  | یا به سۆز پیر «تاڵه‌بانی» وه‌   |
| بویه‌روون وه‌رنه ڕای گوزه‌ر ته‌نگه‌ن   |  | قافڵه‌م تا قام قیامه‌ت له‌نگه‌ن   |

خلیفه کیخسرو نیز در نامه‌ای جواب نامه‌ای که مولوی نوشته‌است را می‌دهد. این ارسال آخرین نامه از سوی خلیفه کیخسرو به سال ۱۳۰۰ هجری قمری برمی‌گردد، که در آن زمان مولوی درگذشته و این آخرین نامه‌ای است که بین این دو ردوبدل شده‌است. خلیفه کیخسرو در این نامه است که سه سال پیش از درگذشت خود واژهٔ «غرقاب» را به تاریخ وفات خود به حروف ابجد ذکر می‌کند و واژهٔ «غرقاب» به ابجد برابر ۱۳۰۳ است، یعنی خلیفه کیخسرو سه سال پس از مرگ مولوی در ۱۳۰۳ هجری قمری درگذشته‌است.
| خاڵۆکهٔ گیان…! خاڵۆکهٔ گیانی!         |  | نازک خووی خه‌یاڵ خاڵۆکهٔ گیانی!      |
| بێ ڕه‌یب و ڕیا دور جه نه‌فسانی        |  | یسه‌وی ئه‌نفاس به‌حری مه‌عانی          |
| شوورای سینه ساف گه‌نجینهٔ ئه‌بیات      |  | جه‌واهیرفرۆش به‌خشنهٔ نه‌جات           |
| سه‌ر مه‌ست بادهٔ ڕۆی «یَوْمُ‌الاست»        |  | دور جه واتهٔ نه‌فس په‌لیدی سه‌رمه‌ست    |
| پهٔ نێکی هوشیار پهٔ به‌دی خامۆش        |  | مهٔ نۆش! مهٔ فرۆش! ده‌رون پڕ خرۆش     |
| سه‌ر حه‌ڵقهٔ جه‌رگهٔ تاعه‌ت گوزاران       |  | ئوستاد سه‌رمه‌شق ده‌رون ئه‌وگاران      |
| نامهٔ پڕ سه‌فات وه لام کیاسته‌ن        |  | سه‌د شوکر الله ئاواتم واسته‌ن        |
| ماشه‌ڵڵا جه به‌زم نه‌زم ئه‌بیاتت        |  | جه سۆز نامهٔ پڕ فتووحاتت            |
| دووریت دیاره‌ن مه‌دۆ ئازارم           |  | خاڵۆ! وه‌گیانت جه گیان بێزارم       |
| ته‌ماشای باڵای شۆخ شیرینت            |  | سکهٔ سه‌فابه‌خش شه‌یب نورینت           |
| دیگ ده‌روونم ئاورده‌ن وه جۆش          |  | گا مات، گا مه‌جزوب، گا جۆش، گا خرۆش |
| گا فه‌وت، گا فانی، گا سۆز، گا نه‌جات  |  | هام نه خۆف و بیم حه‌یات و مه‌مات     |
| «لێڵه» وه‌هه‌ر حاڵ، «سیروان» نادا په‌ی |  | هاوار وه ماڵم وهٔ وه یانهٔ وه‌ی       |
| من نه گه‌رده‌لوول گێجی «وڵوه‌ر» دا     |  | دوو ده‌ست حه‌سره‌ت مدوو وه سه‌ردا      |
| هام نه که‌ف و کوڵ قه‌ڵوه‌زهٔ «سیروان»   |  | تووتیای فه‌رقم به‌حر بێ سامان        |
| ئاخم پهٔ فه‌ردت داخم پهٔ ده‌ردت         |  | ئاهم پهٔ حه‌سره‌ت هه‌ناسهٔ سه‌ردت        |
| به سه‌ندن نی یه‌ن تا وێم وه دڵته‌ڕ     |  | جوانیت جه نۆ بسانوو وه زه‌ڕ         |
| وه جه‌سته‌م هاوار ده‌سه‌ڵات چێشه‌ن؟      |  | مه‌بۆ ببه‌رۆش په‌رواش جه کێشه‌ن؟       |
| سه‌د ڕه‌حمه‌ت له ڕۆح ساف بێ عه‌یبت      |  | وه باقی ئه‌وساف نه په‌ردهٔ غه‌یبت      |
| چ وه‌سوه‌سهٔ خۆف ئیمان وێشه‌ن           |  | به‌و دڵه قایم ده‌روێشه‌ن              |
| «که‌یخه‌سره‌و» «غه‌رقاب» عیسیان وێشه‌ن   |  | نه گه‌رداب گێج بێ حه‌د ئه‌ندێشه‌ن      |

در مورد چگونگی فوت خلیفه کیخسرو، روزی او اینگونه می‌خواهد که از رود لیله رد شود و از آن بگذرد، چندی از چوب‌های پل شکسته و او نیز به داخل رود لیله و سیروان می‌افتد. مردم طایفه‌های امامی، تاوگوزی و نورولی چند روز به دنبال او می‌گردند، پس از چند روز که دیگر جسد خلیفه را پیدا نمی‌کنند، یکی از اقوام مولوی که از این رویداد باخبر می‌شود، می‌گوید: «من می‌دانم که جسد خلیفه کجا است!»، مردم نیز همراه او می‌روند و جسد خلیفه کیخسرو را در گرداب «ولوه‌ر» در رود سیروان پیدا می‌کنند. پس از چندی وقتی از آن فامیل مولوی می‌پرسند که چگونه پس برده که جسد خلیفه در چه جایی است، او جواب می‌دهد: «سه سال پیش در چنین روزی خلیفه خود در نامه‌ای بر مولوی نوشته بود:»
| «لێڵه» وه‌هه‌ر حاڵ، «سیروان» نادا په‌ی |  | هاوار وه ماڵم وهٔ وه یانهٔ وه‌ی  |
| من نه گه‌رده‌لوول گێجی «وڵوه‌ر» دا     |  | دوو ده‌ست حه‌سره‌ت مدوو وه سه‌ردا |

در کتاب تاریخ مشاهیر کرد از بابا مردوخ روحانی جلد اول روایت شده‌است که مولوی کرد و خلیفه کیخسرو امامی مدتی نزد مولانا احمد نودشی در سنندج به مشاعره می‌پردازند که با تسلط خلیفه کیخسرو به پایان می‌رسد. علامه نودشی به خلیفه می‌گوید:«اگر عالم دین می‌خواندی غزالی زمان می‌شدی.»